# 삼평동
삼평동(三坪洞)은 대한민국 경기도 성남시 분당구의 행정동 및 법정동이다.

## 개요
조선시대 한성부 광주군 낙생면 지역으로 1914년 행정구역 통폐합에 따라 삼거리(三巨里)와 보평리(洑坪里)를 병합하여 ‘삼평리’라 하였다. 1971년 경기도 성남출장소에 편입되었고, 1973년 성남출장소가 시로 승격됨에 따라 성남시에 편입되면서 '삼평동'으로 개칭되어 판교동 관할이 되었다. 1975년 낙생출장소에 편입되었다가 1989년 성남시 중원구에 편입되었으며, 1991년 성남시 분당출장소가 설치되고, 분당구로 승격되면서 분당구 관할이 되었다. 2008년 12월 22일에 판교동에서 분동되어 삼평동은 행정동이 되었다.

## 법정동
- 삼평동(三坪洞)

## 교육
- 성남송현초등학교
- 보평초등학교
- 삼평중학교
- 판교고등학교

## 주요 기관
- 분당삼평동우체국
- 한국도로공사 판교영업소
- 판교테크노밸리

## 아파트
| 단지명                      | 건설사                           | 시행사           | 주소 | 입주        | 비고     |
| --------------------------- | -------------------------------- | ---------------- | ---- | ----------- | -------- |
| 봇들마을 3단지 휴먼시아     | 계룡건설산업                     | 대한주택공사     |      | 2009년 7월  |          |
| 봇들마을 4단지 휴먼시아     | 남양건설                         | 대한주택공사     |      | 2009년 7월  |          |
| 봇들마을 7단지 휴먼시아     | 동양메이저㈜ 건설부문 ㈜대지건설 | 대한주택공사     |      | 2009년 7월  |          |
| 봇들마을 9단지 금호어울림   | 금호산업 ㈜삼환기업 ㈜티이씨건설 | 대한주택공사     |      | 2009년 7월  |          |
| 봇들마을 8단지 한신휴플러스 | 한신공영                         | 대한주택공사     |      | 2009년 11월 |          |
| 봇들마을 5단지 휴먼시아     | ㈜신일                           | 한국토지주택공사 |      | 2010년 1월  | 국민임대 |
| 봇들마을 6단지 휴먼시아     |                                  | 한국토지주택공사 |      | 2011년 1월  | 국민임대 |
| 봇들마을 1단지 풍성신미주   | 풍성주택㈜                       | 풍성주택㈜       |      | 2009년 2월  |          |
| 봇들마을 2단지 EG THE 1     | 남흥건설㈜                       | ㈜라인건설       |      | 2009년 2월  |          |